# Carlo Caccia Dominioni
Carlo Caccia Dominioni (Milano, 14 maggio 1802 – Cornate d'Adda, 6 ottobre 1866) è stato un vescovo cattolico italiano, reggente dell'arcidiocesi di Milano quando l'arcivescovo Paolo Angelo Ballerini non riuscì ad ottenere il placet (consenso) governativo a prendere possesso della sua sede.

## Biografia

### I primi anni
Nacque a Milano dal conte Paolo e da Marianna Martignoni; rampollo della nobile famiglia cittadina dei Caccia Dominioni, nel 1811 Carlo fece il proprio ingresso nel Seminario Maggiore di Milano, venendo ordinato sacerdote in Duomo nel 1826. Nel 1853 egli venne nominato membro del capitolo arcidiocesano e due anni dopo divenne vescovo ausiliare di Milano e vescovo titolare di Danaba.

### Vicario episcopale in una situazione d'emergenza
Nel 1859, alla morte dell'arcivescovo Carlo Bartolomeo Romilli, il capitolo della cattedrale nominò il Caccia Dominioni al ruolo di amministratore diocesano durante il periodo di sede vacante. Per la successione alla sede milanese, lo stesso Caccia Dominioni era uno dei candidati possibili, ma il papa Pio IX, di comune accordo con l'Imperatore d'Austria, scelse di eleggere al suo posto il più conservatore Paolo Angelo Ballerini, già vicario del Romilli. La situazione era quantomai critica in quanto poco dopo la morte dell'arcivescovo Romilli, l'Impero austriaco era stato sconfitto nella Battaglia di Magenta dall'esercito franco-piemontese che l'8 giugno 1859 era entrato in Milano. Il nuovo governo piemontese si rifiutò di riconoscere il Ballerini come arcivescovo di Milano (proprio perché prescelto dal papa e dall'Imperatore di comune accordo) e per tale motivo Carlo Caccia Dominioni venne costretto ad assumere de facto l'incarico di arcivescovo di Milano.

### L'esilio forzato
Ad ogni modo, a seguito degli eventi verificatisi tra il 1859 ed il 1860, e in particolare a causa dell'opposizione dello stesso Caccia Dominioni a celebrare un Te Deum in onore della nascita del nuovo stato italiano, gran parte del clero milanese e il popolo cacciarono il vescovo da Milano e lo costrinsero a ritirarsi nella villa di famiglia a Cornate d'Adda e successivamente a Monza.
Accusato di tradimento e sovversione, venne arrestato quindi dalle forze piemontesi e portato di forza a Torino per comparire di fronte al tribunale, occasione nella quale egli ad ogni modo ribadì che avrebbe preferito trascorrere la sua vita in una cella piuttosto che servire le nuove autorità italiane. I piemontesi, che comunque non potevano creare fratture fin dall'inizio col clero milanese da poco conquistato e che nel contempo non potevano permettere al Caccia Dominioni di fare ritorno a Milano, lo rimandarono in una sorta di esilio forzato nella sua villa di Cornate d'Adda dove morì nel 1866.

## Genealogia episcopale e successione apostolica
La genealogia episcopale è:
- Cardinale Scipione Rebiba
- Cardinale Giulio Antonio Santori
- Cardinale Girolamo Bernerio, O.P.
- Arcivescovo Galeazzo Sanvitale
- Cardinale Ludovico Ludovisi
- Cardinale Luigi Caetani
- Cardinale Ulderico Carpegna
- Cardinale Paluzzo Paluzzi Altieri degli Albertoni
- Papa Benedetto XIII
- Papa Benedetto XIV
- Papa Clemente XIII
- Cardinale Marcantonio Colonna
- Cardinale Giacinto Sigismondo Gerdil, B.
- Cardinale Giulio Maria della Somaglia
- Cardinale Carlo Odescalchi, S.I.
- Vescovo Carlo Gritti Morlacchi
- Arcivescovo Carlo Bartolomeo Romilli
- Vescovo Carlo Caccia Dominioni

La successione apostolica è:
- Patriarca Paolo Angelo Ballerini (1860)